# Ospedale di San Giovanni Evangelista
L'ospedale di San Giovanni Evangelista è stata un'antica struttura assistenziale di Firenze. Situato a ridosso dei sagrati del battistero e di Santa Reparata, è stato probabilmente il primo "spedale" della città, demolito quando fu allargata la piazza per creare il nuovo Duomo nel 1296.

## Storia e descrizione
Nell'XI secolo, probabilmente appena fu creata la nuova cerchia di mura matildine che per la prima volta inglobarono la zona di piazza del Duomo (1078 circa), venne creata una struttura per accogliere i poveri pellegrini e viandanti che entravano in città da quella che era la "Porta del Vescovo", situata più o meno all'altezza dell'attuale via borgo San Lorenzo. L'ospedale, dedicato a san Giovanni Evangelista, doveva trovarsi tra i sagrati del battistero e di Santa Reparata, all'altezza dell'attuale via de' Martelli.
Cresciuta di importanza con il crescere della città, la struttura assistenziale ebbe come spedalingo nel 1214 Sigardo di Bernardo Broccardi, appartenente a un'antica famiglia ghibellina che un secolo dopo fondò l'ospedale dei Broccardi.
L'ospedale di San Giovanni venne demolito nel 1296 per fare spazio alla nuova cattedrale.